# Comino
Comino (malteški: Kemmuna) je otok u Malteškom otočju u Sredozemnom moru. Ovaj otok dio je europske otočne države Malte, a nalazi se između Goza i otoka Malte, koji su najveći otoci u državi.
Otok je nazvan po kimu koji je rastao na otoku. Danas je ovaj otok sa samo četiri stalna stanovnika poznat po miru i izolaciji. Lokalnom stanovništvu i turistima na usluzi su jedan policajac i jedan svećenik, koji dolaze s obližnjeg Goza. Otok je ptičji rezervat i zaštićeno područje prirode. Upravno je dio općine Għajnsielem koja se nalazi na jugoistoku Goza.
Comino su u rimsko vrijeme naseljavali poljodjelci, ali većim dijelom povijesti otok je bio vrlo slabo naseljen ili potpuno napušten.
Obala otoka većinom se sastoji od litica, a također postoji i veliki broj dubokih špilja koje su u srednjem vijeku koristili gusari koji su napadali brodove između Malte i Goza. Za vrijeme Ivanovaca otok je korišten za lov i rekreaciju. U 16. i 17. stoljeću, Comino je služio kao zatvor kojim su se služili članovi reda. Oni vitezovi koji su osuđeni za manje zločine morali su u osami stražariti na tornju sv. Marije.
Najpoznatija građevina na otoku je Toranj sv. Marije (it-Torri ta' Santa Marija) kojeg su izgradili Ivanovci. Danas je ovaj toranj obnovljen i služi kao turistička znamenitost. Među ostalim građevinama na otoku su i katolička crkva, hotel i policijska postaja.
Danas je otok popularna lokacija za snimanje filmova. Ovdje su snimljeni dijelovi filmova Troja, Grof Monte Cristo i Swept Away.